# Jean Juge
Jean Juge (né 1908 à Genève, mort le 8 août 1978 au Cervin) est un physicien et alpiniste suisse, président de l'Union internationale des associations d'alpinisme (UIAA) de 1972 à 1976.

## Vie et activités
Juge a étudié à la Faculté des Sciences de Université de Genève, où il a obtenu son doctorat en Sciences. Il a enseigné la physique et la chimie au Collège Calvin pendant 40 ans jusqu'en 1972.
Juge commence l'escalade à l'âge de 17 ans, rejoint le Club des grimpeurs de Genève en 1930 et en est le président de 1947 à 1949. Dans les années 1930, il fait partie de l'élite des alpinistes genevois avec Raymond Lambert, André Roch, René Dittert, Robert Gréloz, Loulou Boulaz, etc. À partir de 1933, il gravit les Alpes, alors classiques, comme l'arête sud de l'aiguille Noire de Peuterey avec Lambert en 1938. Dans le cadre du Club alpin académique de Genève, il a organisé des cours d'escalade sur le Salève. Il a écrit des articles sur les journaux alpins dans le Journal de Genève.
De 1935 à 1938, il a participé à de nombreuses compétitions internationales de ski. Il a été membre du SAS Genève et président central du Club suisse de ski académique (SAS). En 1944, il a publié, avec Georges Lachenal et Maurice Stalder, le manuel Pour devenir rapidement un fort skieur : Le ski rotation-avancé - Le slalom.
Il a participé à de nombreuses expéditions suisses telles qu'au Tassili en 1952, au Hoggar en 1954 et au Cho Oyu en 1964. Après que l'expédition franco-suisse de l'automne 1954 à Gauri Sankar n'eut pas trouvé de route, elle s'est tournée vers le Cho Oyu. Juge a atteint le sommet ouest (7 450 m) seul, tandis que Raymond Lambert et Claude Kogan ont dû rebrousser chemin à 7 700 m sur le sommet principal (record d'altitude mondial féminin) en raison du mauvais temps. Les Suisses avaient cédé la place à la petite expédition autrichienne d'Herbert Tichy avec Pasang Dawa Lama, qui avait déjà fait une tentative, pour la première ascension.
Avec Michel Vaucher, il a notamment escaladé la paroi est du Grand Capucin sans bivouac en 1961, la paroi nord des Tre Cime di Lavaredo en 1963, la paroi ouest des Petites Jorasses en 1965, et le pilier Walter Bonatti des Drus en 1967, en 1969 l'éperon Walker des Grandes Jorasses, en 1971 la voie Vittorio Ratti de la face ouest de l'aiguille Noire de Peuterey, en 1975 la face nord de l'Eiger, en 1976 la face nord de la pointe Gugliermina et bien d'autres itinéraires.
Il a été membre du jury au festival international du film de montagne de Trente, a participé à plusieurs films de montagne et a également tourné comme en 1975 dans Les Horizons gagnés de Gaston Rebuffat, où il a parcouru les aiguilles de Chamonix.
En raison de la forte croissance de l'alpinisme international, une équipe de dix personnes sous la direction de Jean Juge à Genève a commencé en 1967 à concevoir un système uniforme de classification de la cotation en escalade utilisés dans les descriptions d'itinéraires, qui devait être accepté au niveau international et facilement compréhensible pour les grimpeurs de toutes les nations : le système de classification de l'UIAA en matière d'escalade a pu être publié en 1969.
De 1972 à 1976, Juge a été président de l'Union internationale des associations d'alpinisme (UIAA). Il était ouvert aux nouvelles tendances de l'alpinisme, qu'il essayait de combiner avec un développement harmonieux du tourisme.
En 1974, Juge, en tant que président de l'UIAA, et Pierre Bossus, en tant que directeur exécutif de l'UIAA, se sont envolés pour le Pamir pour visiter le camp de l'expédition internationale accompagné de Vitali Abalakov. Cette expédition a permis de découvrir des régions alpines jusqu'alors inconnues en Occident.
À l'âge de 70 ans, il fait l'ascension de la face nord du Cervin, où la cordée avec deux guides de montagne est surprise par un mauvais temps et doit descendre sur l'épaule, où il meurt d'épuisement et de froid,.
Jean Juge était marié et avait deux fils.

## Publications et films
- avec Georges Lachenal et Maurice Stalder, Pour devenir rapidement un font skieur : Le ski-rotation avencé – le slalom. Analyse – pédagogie – conseils pratiques, Ch. Grasset, Genève, 1944
- La nouvelle technique du ski : le jeu de jambes : godille, wedeln, slalom, Librairie Payot, Lausanne, 1957.
- Film Les Horizons gagnés de Gaston Rébuffat avec Jean Juge et al., 1975[8]
- Film En direct du Cervin, 100e anniversaire de la première ascension du Cervin, avec Ian McNaught-Davis, Jean Juge et al., coproduction Télévision BBC, française, italienne et suisse en 1965